# كاتسوناري ميزوموتو
كاتسوناري ميزوموتو (باليابانية: 水本 勝成) (مواليد 19 فبراير 1990)، هو لاعب كرة قدم ياباني سابق كان يلعب كمدافع.
---

## مسيرته الكروية
بدأ كاتسوناري ميزوموتو مسيرته الكروية مع فرق الشباب في اليابان، وتحديداً في Luther Senior High School بين عامي 2005 و2007. بعد ذلك، انتقل إلى المسيرة الاحترافية ضمن الدوري الياباني لكرة القدم.
- **غايناري توتوري (2008–2012):**

```
   انضم ميزوموتو إلى نادي غايناري توتوري في عام 2008. خلال الفترة التي قضاها مع النادي حتى عام 2012، شارك في **61 مباراة** وسجل **هدفًا واحدًا** في 
دوري الدرجة الثانية الياباني
.
```

- **إف سي كاغوشيما (2013):**

```
   في عام 2013، انتقل ميزوموتو للعب مع نادي إف سي كاغوشيما. على الرغم من أن فترة تواجده كانت قصيرة، فقد أظهر قدرته على المساهمة الهجومية بتسجيله **3 أهداف** في **8 مباريات** ضمن منافسات 
دوري الدرجة الثالثة الياباني
.
```

- **روكونغ تاتسومي (2014–):**

```
   منذ عام 2014، يلعب ميزوموتو لصالح نادي روكونغ تاتسومي. حتى تاريخ 5 يناير 2019، خاض معهم **118 مباراة** وسجل **6 أهداف**. (يمكن إضافة تفاصيل هنا حول دوره، إنجازات النادي خلال فترته، أو أي معلومات ذات صلة إذا كانت متوفرة من مصادر موثوقة).
```

---

## وصلات خارجية
- كاتسوناري ميزوموتو على موقع رابطة كرة القدم اليابانية للمحترفين (اليابانية)
- كاتسوناري ميزوموتو على موقع قاعدة بيانات كرة القدم.إي يو (الإنجليزية)
- كاتسوناري ميزوموتو على موقع Soccerway.com (الإنجليزية)